# Wasserpistole

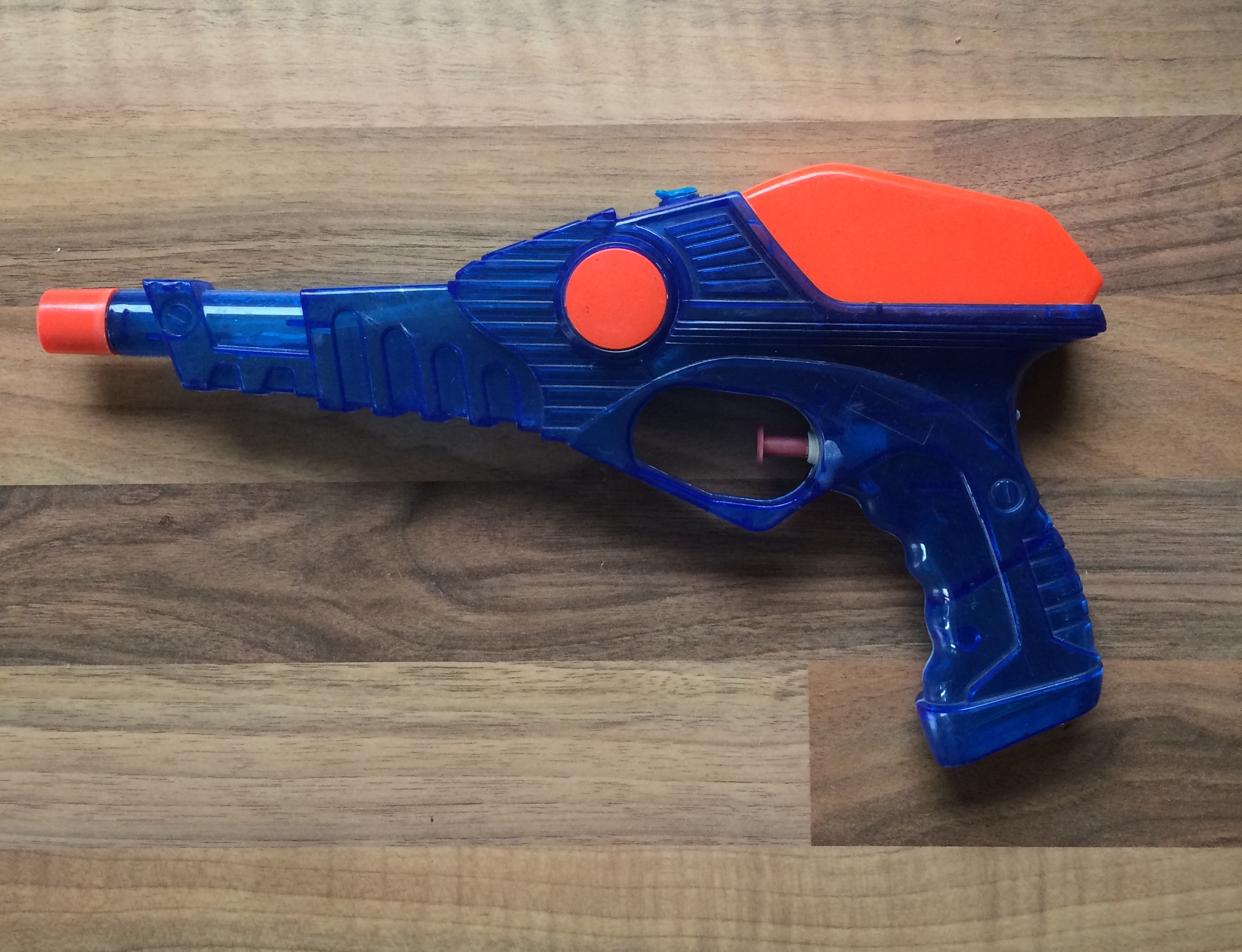
Klassische Wasserpistole

Zeichnung einer transparenten Wasserpistole

Eine Wasserpistole oder Spritzpistole ist ein Spielzeug, mit dem Flüssigkeiten verspritzt werden können.

## Design
Wasserpistolen sind meist an Handfeuerwaffen orientiert, wobei es sowohl Modelle aus buntem, oft halbdurchsichtigem Plastik als auch realistische Nachbildungen echter Waffen gibt. Sie können aber auch die Form von Tieren oder anderen Figuren haben.
Es gibt Wasserpistolen von 1915, die aus Blech sind.
Seit den 1990er Jahren sind auch extra große Versionen, sogenannte Soaker (von engl. ‘to soak’ = durchnässen / einweichen) verbreitet, die sich durch große Füllmenge und hohe Reichweite von den klassischen Wasserpistolen unterscheiden; sie werden zum Teil als Wassergewehr oder auch Wasserkanone bezeichnet.

## Funktion

### Befüllung
Die Flüssigkeit wird entweder in einen hohlen Innenraum oder in einen separaten Tank, der nachher auf das Spielzeug aufgeschraubt wird, gefüllt. Die Tankgröße reicht bis zu mehreren Litern.

### Schießen

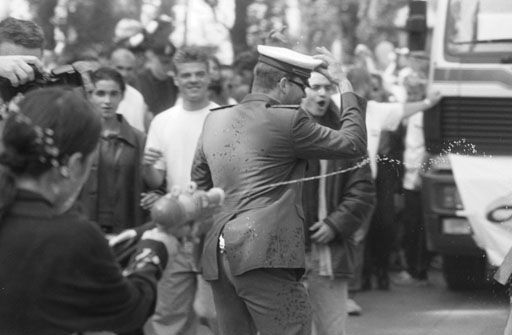
Anwendung einer Wasserpistole auf dem Union Move in München, 1998

Bei klassischen Wasserpistolen wird durch den Abzug das eingefüllte Wasser direkt vom Tank zur Mündung gepumpt. Es tritt ein kurzer Wasserstoß geringer Reichweite aus.
Viele neuere Modelle sind deutlich größer. Hier wird zuerst Druck durch eine Pumpe aufgebaut. Dabei wird entweder der Luftdruck im Wassertank erhöht oder die Flüssigkeit in einen Drucktank oder -schlauch gepumpt. Bei Betätigen des Abzugs öffnet sich die Abflussöffnung des Drucktanks, so dass eine größere Menge Wasser unter hohem Druck austritt. Dadurch können auch über einen längeren Zeitraum Reichweiten von mehreren Metern erzielt werden.
Bei den wenig verbreiteten automatischen Wasserpistolen wird der Wasserdruck mit einer batteriebetriebenen Pumpe aufgebaut.

## Anwendung
Die Wasserpistole wird in der Regel von Kindern verwendet und richtet keinen ernsthaften Schaden an. Sie ist vor allem im Sommer ein beliebtes Spielzeug, um sich gegenseitig nass zu machen und so während des Spiels einen Abkühlungseffekt zu erzielen.

## Gift-"Wasserpistole" als KGB-Waffe
Ein Druckluftbetriebener Giftsprüher, länglich ca. 20 cm lang, zylinderförmig und aus Aluminium wurde für mindestens zwei Mordanschläge unter Federführung des KGB benutzt. Die Waffe hatte eine effektive Reichweite von einem Meter und wurde ins Gesicht des Opfers abgeschossen. Das Ganze kam heraus, weil eines der Opfer die leere Flüssigkeitspatrone in seine Anzugtasche steckte. Sonst wären die Ermittler vermutlich von einem plötzlichen Herzstillstand oder Herzinfarkt ausgegangen. Die Giftpistole besaß eine Kühlung für das Gift und stand unter Unterdruck. Sie konnte beispielsweise in eine Zeitung eingerollt verwendet werden. Als Gift wurde Cyanid vermutet, aber ein Moskaukontakt des Täters sagte diesem, dass diese Vermutung der CIA ein Zeichen dafür sei, dass diese im Dunkeln tappe. Das Gift gelangte vermutlich über die Atmung in den Körper.